# 保守党 (ルーマニア)
保守党（ほしゅとう、ルーマニア語: Partidul Conservator; PC）は、かつて存在したルーマニアの保守政党。
1991年に結成されたルーマニア人道党（ルーマニア語: Partidul Umanist Român、ルーマニア・ヒューマニスト党 とも）が、2005年に党の標榜するイデオロギーの変更にともなって改名した。しかし、各種選挙では社会民主党（旧救国戦線評議会左派）と連携し、欧州議会では社会民主党とともに社会民主進歩同盟に参加するなど、保守政党らしからぬ点も持ち合わせていた。国内では「家族の価値」を強調し、同性婚に反対する立場をとった。
2015年6月に自由改革主義党と合流し、自由民主同盟となった。